# آندرو (آیووا)
آندرو (به انگلیسی: Andrew) شهری در ایالت آیووا کشور ایالات متحده آمریکا است که جمعیت آن در سرشماری سال ۲۰۱۰ میلادی، ۴۳۴ نفر بوده‌است.